# 仙秋鬼首隧道
仙秋鬼首隧道（日语：／）是日本的一座公路隧道，穿过秋田县湯澤市与宮城縣大崎市之间的鬼首峠，为日本108號國道鬼首道路的一部分，长3527米，1996年建成通车。